# Gerolamo Pellicanò
Gerolamo Pellicanò (Milano, 14 settembre 1949) è un giurista e politico italiano.

## Biografia
Esponente del Partito Repubblicano Italiano, dal 1975 al 1983 è consigliere comunale a Milano. Viene poi eletto alla Camera dei Deputati nella IX, X e XI legislatura repubblicana (rimanendo in carica dal 1983 al 1994). Alla Camera ha ricoperto, fra gli altri incarichi, quelli di segretario del Gruppo parlamentare repubblicano e di vice Presidente della Commissione bilancio-tesoro. Componente della Delegazione parlamentare italiana nella NATO; nel 1985 ha fatto parte della delegazione italiana alla Conferenza di Vienna dell'ONU contro la droga e nel 1988 della delegazione italiana all'Assemblea generale dell'ONU a New York.
Alle elezioni politiche del 1994 viene candidato, in quota ai repubblicani, in un collegio uninominale di Milano per la Camera nello schieramento centrista del Patto per l'Italia di Mariotto Segni, tuttavia non risulta eletto.
Ha fatto parte del Consiglio nazionale, della Direzione nazionale e del Comitato di segreteria del Partito Repubblicano Italiano, del quale è stato anche coordinatore economico dei parlamentari, responsabile del programma, capogruppo al Consiglio comunale di Milano (1980-1983) e Presidente dell'Unione comunale milanese (1987-1993).
Fondatore e Segretario della Associazione parlamentare di amicizia Italia-Israele. Giovanissimo aveva pubblicato alcuni saggi di politica americana sulla Nuova Antologia, diretta da Giovanni Spadolini. Ha scritto Punti caldi nel mondo (Mursia, 1990), un diario delle sue missioni parlamentari all'estero, ed è coautore di Vincere la droga (Camunia, 1987). È autore di pubblicazioni di natura giuridica ed economica.
Avvocato cassazionista, dalla metà degli anni '90 ha ripreso a tempo pieno l'attività professionale a Milano ed ora è of counsel di CBA Studio Legale e Tributario. Consigliere di amministrazione del Banco di Desio e della Brianza S.p.A. dal 2002 al 2020, attualmente è presidente di Fides S.P.A., società finanziaria del Gruppo Banco Desio. 